# Mikrometer
Míkrometer (označba μm) je enota za merjenje dolžine, enaka eni milijoninki metra (predpona »mikro-« v mednarodnem sistemu enot označuje 1/1.000.000).
V mikrometrih izražamo pojave kot je elektromagnetno sevanje v infrardečem delu spektra. Mikrometrskih velikosti so tudi celice organizmov – tipična bakterijska celica je velika ravno okrog 1 μm, medtem ko so evkariontske celice običajno v rangu 10 μm.

## Mikron
Do 31. decembra 1980, ko je v Sloveniji stopil v veljavo Zakon o merskih enotah in merilih (Ur. list SFRJ št. 13, 2. 4. 1976), je bila dovoljena tudi raba sopomenke mikrón (oznaka μ), ki jo ponekod še najdemo v rabi.